# Obliquogobius
Obliquogobius is een geslacht van straalvinnige vissen uit de familie van grondels (Gobiidae).

## Soorten
- Obliquogobius cirrifer Shibukawa & Aonuma, 2007
- Obliquogobius cometes (Alcock, 1890)
- Obliquogobius megalops Shibukawa & Aonuma, 2007
- Obliquogobius turkayi Goren, 1992
- Obliquogobius yamadai Shibukawa & Aonuma, 2007